# Claude Diomar
Claude Diomar (né le 4 décembre 1961 à Pointe-à-Pitre) est un athlète français, spécialiste du 800 mètres.

## Biographie
Il remporte trois titres de champion de France du 800 m, deux en plein air en 1986 et 1988, et un en salle en 1989.

## Palmarès
- Championnats de France d'athlétisme :
  - vainqueur du 800 m en 1986 et 1988.
- Championnats de France d'athlétisme en salle :
  - vainqueur du 800 m en 1989

### Records
| Épreuve | Performance   | Lieu | Date |
| ------- | ------------- | ---- | ---- |
| 800 m   | 1 min 46 s 65 |      | 1986 |